# Lori cridaner
El lori cridaner o cotorra cridanera (Lorius garrulus) és un petit ocell de la família dels psitàcids propi de les illes Moluques.

## Descripció
- Aquesta cotorra fa uns 30 cm de llargària.
- Color general vermell, incloent en cap.
- Bec i iris de color taronga. Anell ocular gris.
- Ales verdes amb muscle groc. Cuixes i cua verdes.
- Potes de color gris fosc.
- En algunes races apareix una zona de color groc al dors.[3]

## Hàbitat i distribució
Habita la selva humida i cocoters a les terres baixes costaneres de les Moluques septentrionals.

## Sistemàtica
S'han descrit tres subespècies:
- Lorius garrulus flavopalliatus, Salvadori, 1877. Illes Kasiruta, Bacan, Obi i Mandiole.
- Lorius garrulus garrulus (Linnaeus, 1758). Illes Halmahera, Widi i Ternate.
- Lorius garrulus morotaianus (Bemmel, 1940). Illes Morotai i Rau.